# Uilson
Uilson Pedruzzi de Oliveira, conosciuto semplicemente come Uilson (Nanuque, 28 aprile 1994), è un ex calciatore brasiliano, di ruolo portiere.

## Carriera

### Club
Ha giocato in Brasile, per un breve periodo nelle giovanili dell'América Mineiro, e poi, dall'eta di 11 anni, in quelle dell'Atlético Mineiro. Nel 2014 passa in prima squadra e il 25 ottobre 2014 debutta in campionato nella vittoria 3-2 contro lo Sport Recife.

### Nazionale
Ha fatto parte delle nazionali Under-17 e Under-23 brasiliane. Con la prima ha vinto il Sudamericano Under-17 2011.
Viene convocato per le Olimpiadi 2016 in Brasile.

## Statistiche

### Presenze nei club
Statistiche aggiornate al 7 aprile 2016.
| Stagione                | Squadra                 | Campionato              | Campionato | Campionato | Coppe nazionali | Coppe nazionali | Coppe nazionali | Coppe continentali | Coppe continentali | Coppe continentali | Altre coppe | Altre coppe | Altre coppe | Totale | Totale | Totale |
| Stagione                | Squadra                 | Comp                    | Pres       | Reti       | Comp            | Pres            | Reti            | Comp               | Pres               | Reti               | Comp        | Pres        | Reti        | Pres   | Reti   |        |
| ----------------------- | ----------------------- | ----------------------- | ---------- | ---------- | --------------- | --------------- | --------------- | ------------------ | ------------------ | ------------------ | ----------- | ----------- | ----------- | ------ | ------ | ------ |
| 2014                    | Atlético Mineiro        | A+MI                    | 2+0        | -2+-0      | CB              | 0               | 0               | CL                 | 0                  | 0                  | RS          | 0           | 0           | 2      | -2     |        |
| 2015                    | Atlético Mineiro        | A+MI                    | 0+0        | 0+-0       | CB              | 0               | 0               | CL                 | 0                  | 0                  | -           | -           | -           | 0      | 0      |        |
| 2016                    | Atlético Mineiro        | A+MI                    | 1+3        | 0+-3       | CB              | 0               | 0               | CL                 | 1                  | -3                 | -           | -           | -           | 5      | -6     |        |
| Totale Atlético Mineiro | Totale Atlético Mineiro | Totale Atlético Mineiro | 6          | -5         | -               | 0               | 0               | -                  | 1                  | -3                 | -           | 0           | 0           | 7      | -8     |        |
| Totale carriera         | Totale carriera         | Totale carriera         | 6          | -5         | -               | 0               | 0               | -                  | 1                  | -3                 | -           | 0           | 0           | 7      | -8     |        |

## Palmarès

### Club

#### Competizioni internazionali
- Recopa Sudamericana: 1

Atlético Mineiro: 2014

#### Competizioni nazionali
- Coppa del Brasile: 1

Atlético Mineiro: 2014

#### Competizioni statali
- Campionato Mineiro: 2

Atlético Mineiro: 2015, 2017

### Nazionale
- Campionato sudamericano Under-17: 1

2011
- Oro olimpico: 1

Rio de Janeiro 2016